# Charles d'Albert
Pour les articles homonymes, voir d'Albert.
Charles d’Albert, marquis d'Albert, premier duc de Luynes, né le 5 août 1578 à Pont-Saint-Esprit, mort le 15 décembre 1621 à Longueville, est un homme d'État français, pair et connétable de France. En tant que premier conseiller du roi Louis XIII, il participe à la mise à l'écart de Richelieu à Avignon.

## Biographie

### Origines familiales
Il est le fils d'Anne de Rodulf et d'Honoré d'Albert (mort le 6 février 1592), seigneur de Luynes en Provence, qui était au service de son parrain Henri IV. Selon Gustave Chaix d'Est-Ange, il descend de Thomas Albert nommé viguier de Pont-Saint-Esprit en 1415. Mais deux sources de son temps le disent fils du capitaine Luynes et petit-fils d'un chanoine, mettant ainsi en doute la véracité des titres de ses ancêtres. Charles d'Albert est d'abord page du Béarnais. Son frère Honoré (1581–1649), premier duc de Chaulnes, gouverneur de Picardie et maréchal de France (1619), défend sa province avec succès en 1625 et 1635.

### Favori deLouisXIII
Il devient favori de Louis XIII grâce à leur passion commune pour la chasse. Le roi le fait alors conseiller d'État, gentilhomme ordinaire de la chambre, gouverneur de la ville et du château d'Amboise en Touraine et capitaine du château des Tuileries. Le 30 octobre 1616, il acquiert la charge importante de grand fauconnier de France.
En 1617, Charles d'Albert reçoit la capitainerie de la Bastille en remplacement du maréchal François de Bassompierre, mais cède sa place dans le courant de la même année au maréchal de Vitry.
En 1617, il intrigue contre Marie de Médicis et participe avec d'autres proches de Louis XIII à l'exécution de Concino Concini par Vitry, capitaine des gardes du roi. On sait par plusieurs mémorialistes que Luynes a déconseillé au roi d'exécuter Concini et a même proposé la médiation de l'évêque de Carcassonne.
À la suite de cet assassinat qui marque le début du règne personnel de Louis XIII, Luynes se voit attribuer une partie des biens de Concini et de son épouse, Léonora Galigaï, notamment le château de Lésigny et le marquisat d'Ancre. En 1620, il obtient du roi que la ville d'Ancre, en Picardie, dont le maréchal d'Ancre était le seigneur, change de nom et prend le nom d’Albert. En 1619, il acquiert le comté de Maillé en Touraine, qui prend alors son nom, Luynes, et est érigé immédiatement en duché-pairie.
Il reçoit ensuite les titres de duc et pair, premier gentilhomme de la Chambre et connétable de France. Le choix de Luynes pour assumer la connétablie est motivé par le refus du duc de Lesdiguières d'abjurer sa foi protestante pour obtenir cette promotion. Ce dernier est nommé maréchal général des armées, ce qui lui donne en réalité les pouvoirs de connétable, charge qu'il occupe après la mort de Luynes.

### Mariages princiers
Le duc de Luynes joue par la suite un rôle discutable dans la conduite de la politique étrangère de la France dans la mesure où la plupart des mémorialistes ne lui attribuent pas une voix prépondérante au Conseil du Roi. Louis XIII ayant rappelé la plupart des conseillers d'Henri IV au Conseil où on les surnommait « les barbons » en raison de leur âge, on pouvait s'attendre à la reprise de la politique d'affrontement avec l'Espagne. Pourtant, la tendance est, à l'époque, à un rapprochement entre puissances catholiques. Luynes joue essentiellement un rôle dans la politique matrimoniale du roi en conseillant de marier la seconde sœur du roi, Christine de France, avec Victor-Amédée Ier de Savoie et prépare l'union de la troisième avec le prince de Galles.

### La réconciliation entreLouisXIIIet Marie de Médicis

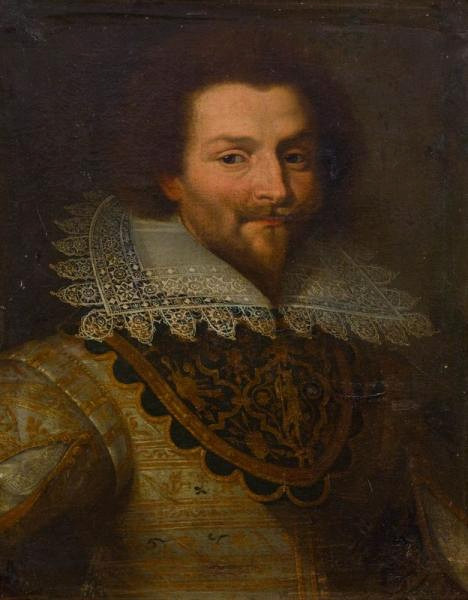
Portrait de Charles d'Albert duc de Luynes.

En mars 1619, lorsque Marie de Médicis s'échappe du château de Blois, il conseille au roi de rappeler Richelieu pour inciter la reine-mère à négocier. Il ne s'agit pas d'une reculade de la part du roi dont l'armée est à quelques lieues d'Angoulême, résidence de la reine-mère quand Richelieu arrive, mais d'une volonté de réconciliation de la part de Louis XIII.
La réconciliation officielle a lieu le 30 avril 1619 par le traité d'Angoulême. En novembre de la même année, la libération du prince de Condé, précédemment emprisonné par la Régente, irrite celle-ci et l'incite à tenir sa cour à Angers plutôt que de revenir à Paris. Dans le même temps, Luynes mécontente les protestants en ne s'opposant pas au retour des jésuites à Paris.
En juillet 1620 se forme, autour de Marie de Médicis, une faction de grand seigneurs opposés au retour en grâce de Condé. C'est la seconde guerre entre la mère et le fils. De la Normandie au Languedoc, tous les grands seigneurs arment leurs places fortes au nom de la reine-mère.
Soutenu par les anciens conseillers d'Henri IV, Luynes prône alors la négociation, et le prince Henri II de Bourbon-Condé l'affrontement. Le 4 juillet 1620, Louis XIII prend le parti de la guerre. Entre le 7 juillet et le 7 août 1620, le roi mène lui-même l'armée royale ; il reprend Rouen le 10 juillet, Caen le 17 et écrase l'armée de la reine-mère aux Ponts-de-Cé le 7 août. Luynes, qui ne participe à aucun de ces affrontements, favorise à nouveau la réconciliation entre la mère et le fils et consolide ses liens avec Richelieu en mariant son neveu, de Combalet, à la nièce de celui-ci, Mademoiselle de Vignerot de Pontcourlay, future duchesse d'Aiguillon.

### Connétable de France

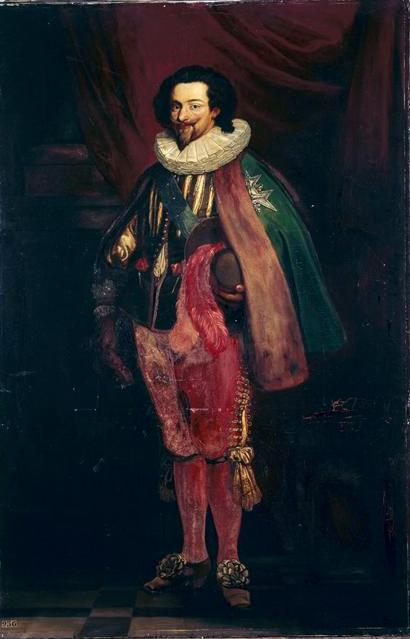
Joseph-Nicolas Robert-Fleury, vue d'artiste de Charles d'Albert, duc de Luynes, 1834, château de Versailles.

Luynes accompagne ensuite Louis XIII en Béarn et en Navarre, où le jeune roi fait restituer ses biens au clergé catholique et remplace le conseil souverain de Béarn par le parlement de Pau, le 19 octobre 1620.
Entre février et mai 1621, une assemblée protestante réunie à La Rochelle refuse de reconnaître la réunion du Béarn à la Couronne, divise la France protestante en huit circonscriptions militaires et autorise les gouverneurs protestants à utiliser le fruit des impôts royaux pour lever des troupes pour leur propre compte. Luynes conseille à nouveau le compromis et notamment la suspension des édits de lèse-majesté contre l'assemblée de La Rochelle, mais son influence diminue à cette époque au profit de celle du prince de Condé.
Louis XIII élève le duc de Luynes à la charge de connétable de France le 31 mars 1621. Il entre en campagne le 17 mai 1621, le 18 mai, il met le siège devant Saint-Jean-d'Angély, qui tombe le 24 juin. Le 3 août, lors de la mort de Du Vair, garde des Sceaux, le roi lui attribue ce poste à titre provisoire, ce qui lui vaut une remarque méprisante du Prince de Condé : « si on veut distinguer le temps, Monsieur de Luynes est propre à toutes les charges, bon connétable en temps de paix et bon Garde des Sceaux en temps de guerre. »

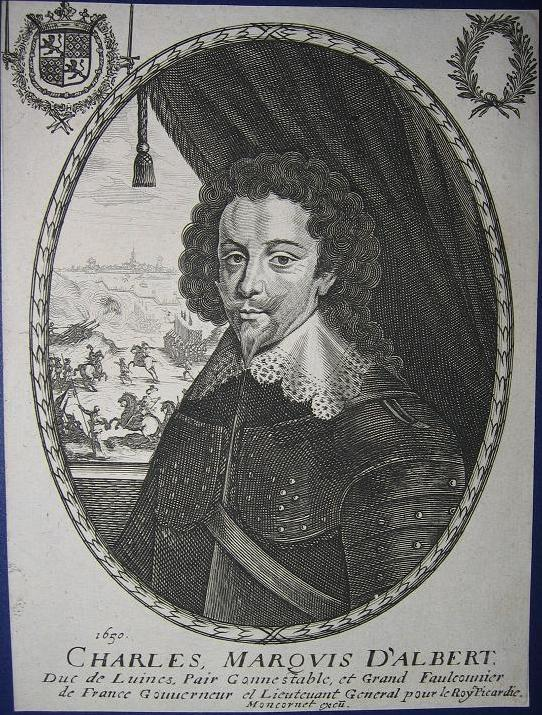
Charles d'Albert, 1er duc de Luynes.

Le 17 août, l'armée royale commence le siège de Montauban. Pour la première fois, Luynes se voit confier une tâche militaire, celle de l'investir. Or, il ne le fait pas, ce qui permet, le 28 septembre, l'entrée d'une armée de secours dans la ville nouvelle. Luynes tente une négociation séparée avec le duc de Rohan, s'attirant les foudres du roi qui l'accuse d'avoir négocié avec ce dernier à son insu.
Dans une dépêche, le diplomate vénitien Piruli conclut : « le roi est plein de courage et de résolution ; mais le connétable est fatigué et plein de doutes. »

### Mort
La position de Luynes devient très fragile quand la reine-mère qui est restée à Paris s'entoure de grands féodaux hostiles au connétable. Le 15 novembre, Louis XIII ordonne de lever le siège de Montauban mais reste dans la région pour en terminer la pacification. Le 12 décembre 1621, Luynes investit une petite place forte, Monheurt. Il meurt peu après, le 15 décembre, à Longueville, d'une « fièvre pourprée » (probablement la scarlatine). Son corps est transporté à Maillé, qu'il avait fait ériger en duché-pairie sous le nom de « Luynes ». Il est inhumé dans la chapelle du château. Sa sépulture est profanée à la Révolution.

## Critique de son action
Luynes est considéré comme un piètre administrateur mais cette vision est peut-être due au fait que les principaux écrits de l'époque sont de Richelieu qui a bien des raisons de haïr Luynes et de le rabaisser devant la postérité. Aussi garde-t-on de lui l'image d'un homme qui n'a fait que suivre les vues politiques de la majorité des anciens ministres d'Henri IV (Villeroy, Brulart de Sillery) qui témoignent de sentiments pro-espagnols.
Sa rapide ascension dans les hautes sphères de l'État lui fait beaucoup d'ennemis qui voient en lui un second Concini.

## Famille, mariage et descendance
Sa naissance est « fort médiocre » comme on dit en son temps. Il devient gentilhomme ordinaire de la chambre du roi.
Il a deux frères et au moins deux sœurs :
- Honoré d'Albert d'Ailly, duc de Chaulnes, dit Cadenet, qui épouse Claire d'Ailly, fille du vidame d'Amiens ;
- Léon d'Albert, marquis de Bréauté, seigneur de Brantes, qui épouse la fille du prince de Tingry et est gouverneur de la Bastille ;
- Marie d'Albert, qui épouse Claude de Grimoard de Beauvoir, Seigneur de Combalet. Leur fils, Antoine, épouse Marie Madeleine de Pontdcourlay, nièce du cardinal de Richelieu ;
- Antoinette d'Albert, qui épouse Barthermy Seigneur du Vernet ; puis en secondes noces Henri-Robert de La Marck. Elle est dame d'atour d'Anne d'Autriche.

Charles épouse le 11 septembre 1617, à Paris, la fille aînée d'Hercule de Rohan, duc de Montbazon, Marie de Rohan (1600–1679). Trois enfants naissent de ce mariage :
- une fille née en 1618 et morte en 1631 ;
- Louis-Charles d'Albert, duc de Luynes (1620–1690) ;
- Anne-Marie (1622-1646).